# Plac bana Josipa Jelačicia w Zagrzebiu

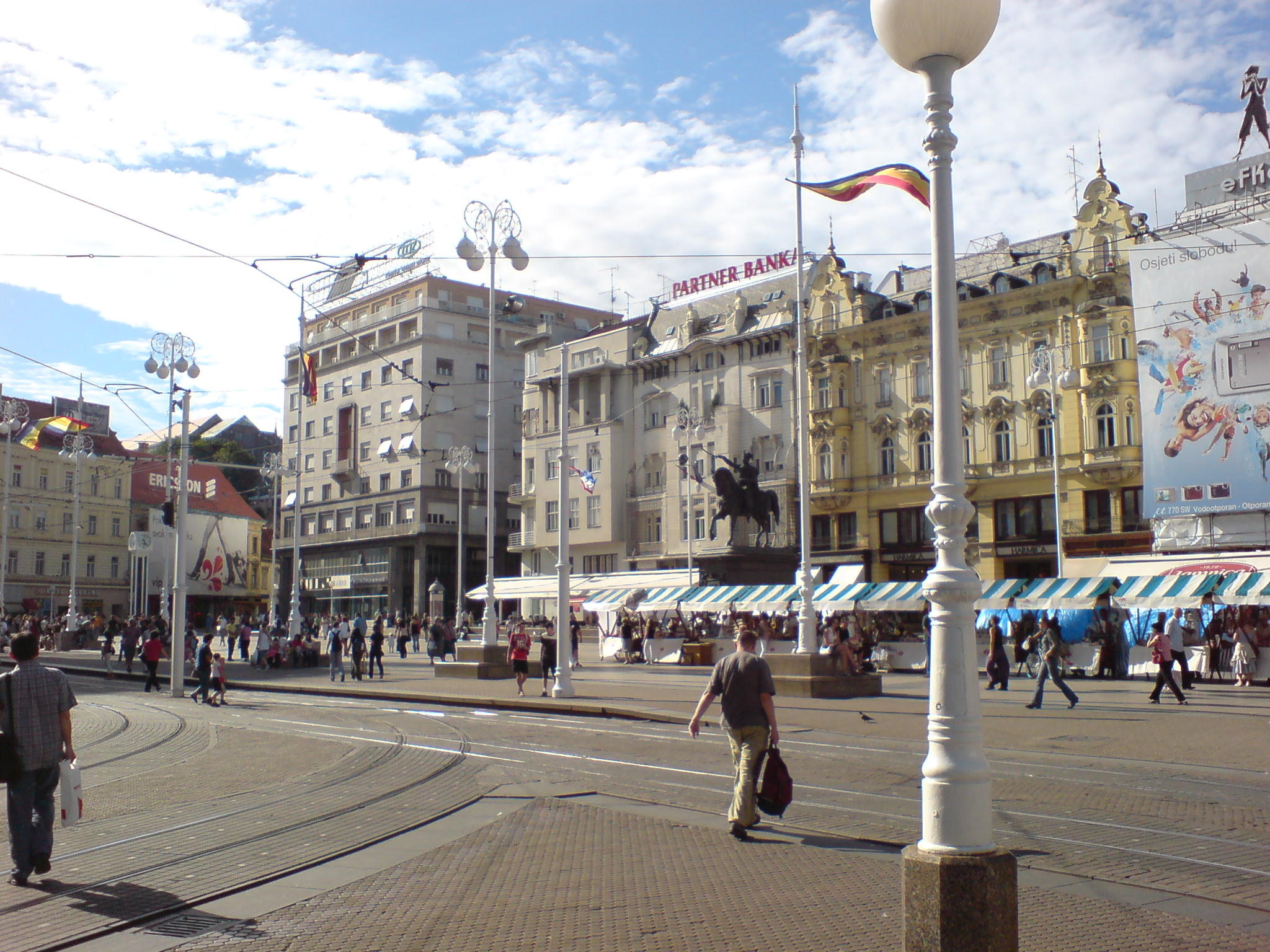
Plac bana Josipa Jelačicia w Zagrzebiu

Plac bana Josipa Jelačicia (chorw. Trg bana Josipa Jelačića) – centralny plac stolicy Chorwacji, Zagrzebia. 
Plac otoczony przede wszystkim secesyjnymi i modernistycznymi, wielopiętrowymi kamienicami. W centrum stoi konny pomnik Josipa Jelačicia (1801–1859) – chorwackiego hrabiego i bana. W kierunku zachodnim z Trgu wybiega jedna z najdłuższych i najważniejszych handlowych ulic Zagrzebia - Ilica. W pobliżu znajdują się najważniejsze zabytki chorwackiej stolicy, m.in. Katedra Wniebowzięcia Najświętszej Maryi Panny, czy Uspinjača. Plac jest także jednym z najważniejszych węzłów zagrzebskiej sieci tramwajowej. 
Nazwę nadano w 1848, jeszcze za życia bana. Podczas II wojny światowej zmieniono imię na Plac Republiki. Do obecnej nazwy wrócono w 1990.